# Amapá
Amapá (AFI [Amaˈpa]) este una dintre cele 27 de unități federative ale Braziliei. Capitala statului este orașul Macapá. Amapá se învecinează cu unitatea federativă Pará la sud, statul Surinam la vest și statul Guiana Franceză la nord-vest, la nord-est având ieșire la Oceanul Atlantic. În 2008 statul avea o populație de 613.164 de locuitori și suprafață de 142.814,59 km², fiind împărțit în 2 mezoregiuni, 4 microregiuni și 16 municipii.